# Lieux Dressler
Lieux Dressler (* 27. Februar 1930; † 8. Februar 2018 in Woodland Hills, Los Angeles, Kalifornien, USA) war eine US-amerikanische Schauspielerin.
Bevor sie 1970 als Schauspielerin bekannt wurde, tingelte sie in den 1960er-Jahren in Dallas als Jazz-Sängerin durch verschiedene Clubs. Während der Jahre, als sie in Dallas lebte, war sie mit Morris Repass verheiratet, mit dem sie zwei Söhne hatte. Ende der 1960er Jahre wurde die Ehe geschieden und Dressler zog nach Los Angeles.
Großen Erfolg hatte sie 1977 mit dem Film Mörderspinnen und von 1978 bis 1983 in der Soap General Hospital als Mrs. Alice Grant. 1993 zog sie sich mit dem Film Codename: Nina von der Schauspielerei zurück.

## Filmografie (Auswahl)
- 1971: Columbo: Mord mit der linken Hand (Death Lends a Hand), Fernsehreihe
- 1971–1973: Rauchende Colts (Gunsmoke), Fernsehserie
- 1973: Das letzte Wort hat Tilby (The Red Pony), Fernsehfilm
- 1974: Die Gruft des Grauens (Grave of the Vampire)
- 1975: Streetcop (The Blue Night), Fernsehfilm
- 1975: Kolchak: The Night Stalker, Fernsehserie (Episode: The Knightly Murders)
- 1977: Mörderspinnen (Kingdom of the Spiders)
- 1977: The Storyteller, Fernsehfilm
- 1978–1983: General Hospital, Fernsehserie
- 1993: Codename: Nina (Point of No Return)